# Scinax v-signatus
Scinax v-signatus es una especie de anfibios de la familia Hylidae. Es endémica de Brasil.
Sus hábitats naturales incluyen bosques tropicales o subtropicales secos y a baja altitud y montanos secos. Está amenazada de extinción por la destrucción de su hábitat natural.